# ستايسي ماك
ستايسي ماك (بالإنجليزية: Stacey Mack)‏ هو لاعب كرة قدم أمريكية أمريكي، ولد في 26 يونيو 1975 في أورلاندو في الولايات المتحدة.

## وصلات خارجية
- ستايسي ماك على موقع مرجع كرة القدم المحترفة.كوم (الإنجليزية)